# Symmius yamaguchiensis
Symmius yamaguchiensis is een pissebed uit de familie Chaetiliidae. De wetenschappelijke naam van de soort is voor het eerst geldig gepubliceerd in 2008 door Shimomura.